# نیکلای توکارسکی
نیکلای میخائیلی توکارسکی (ارمنی: Նիկոլայ Միխայիլի Տոկարսկի؛ روسی: Николай Михайлович Токарский زاده ۱۸ دسامبر ۱۸۹۲ - درگذشته ۲۰ دسامبر ۱۹۷۷) ارمنستان‌شناس، معمار، تاریخ‌نگار اهل روسیه بود. وی بین سال‌های - تا - میلادی فعالیت می‌کرد.

## زندگی‌نامه
وی در ۳۰ دسامبر [سبک قدیمی: ۱۸ دسامبر] ۱۸۹۲ در سن پترزبورگ در به دنیا آمد و از انستیتو مهندسی عمران لنینگراد فارغ‌التحصیل گشت.  وی همچنین برنده جوایزی همچون چهره هنری شایسته ارمنستان شوروی (۱۹۶۱) شد. وی در ۲۰ دسامبر ۱۹۷۷ در سن ۸۵ سالگی در لنینگراد درگذشت.

## یادداشت
1. ↑  հայագետ
2. ↑  Լենինգրադի քաղաքացիական ինժեներների ինստիտուտ